# Kiki Cutter
Christina »Kiki« Cutter, ameriška alpska smučarka, * 24. julij 1949, Bend, Oregon, ZDA.
Nastopila je na Zimskih olimpijskih igrah 1968, kjer je bila 17. v smuku in 21. v veleslalomu. V svetovnem pokalu je tekmovala štiri sezone med letoma 1967 in 1970 ter dosegla pet zmag in še sedem uvrstitev na stopničke. V skupnem seštevku svetovnega pokala se je najvišje uvrstila na četrto mesto leta 1969, ko je tudi zasedla drugo mesto v slalomskem seštevku.